# Modrej
Modrej je naselje v Občini Tolmin. Leži ob reki Soči in ima približno 500 prebivalcev, ki so aktivni v kajakaštvu.